# Залесский, Бронислав Францевич
Бронислав Францевич Залесский (Залеский) (пол. Bronisław Zaleski; бел. Браніслаў Францавіч Залескі; псевдоним — Литвин (пол. Lićwin; 1819 или 1820 года рождения, Вызна, Минская губерния, Российская империя — 2 января 1880, Ментона, Франция) — польский и белорусский политический деятель, журналист, издатель, историк и художник.

## Биография
Бронислав Залесский родился в дворянской семье в Минской губернии. Получил домашнее воспитание, пройдя курс гимназии, в 1837 году поступил в Дерптский университет, но год спустя, за участие в кружке польских студентов, связанном с конспиративной организацией Ш. Конарского, был исключен и арестован.
После двухлетнего пребывания в тюрьме под следствием, Залесский был выслан под надзор полиции в Чернигов. 1842 году окончил Харьковский университет. Ссылка закончилась в 1845 году.
По возвращении поселился в Вильне и установил связи с участниками польского освободительного движения. В 1846 году последовал второй арест. По окончании следствия Залесского приговорили к отправке рядовым «с правом выслуги» в линейные батальоны Отдельного Оренбургского корпуса. С 1848 года по 1856 год служил во втором (Оренбург), четвёртом (Ак-Мечеть), седьмом (Златоуст) и девятом (Богословский завод) линейных батальонах. Здесь он подружился с военнослужащими Т. Г. Шевченко, С. Сераковским и А. Н. Плещеевым.
Командированный в 1851 году в состав Каратауской экспедиции А. И. Антипова вместе с Тарасом Шевченко и Людвигом Турно, по возвращении был «за отлично-усердную службу» произведен в унтер-офицеры. В 1853 году, за отличия под Ак-Мечетью, получил производство в офицеры. 12 июня 1856 года, в связи с прошением об отставке, был уволен со службы в чине прапорщика 2-го линейного батальона.
С Т. Г. Шевченко Б. Залесского сблизили общность взглядов, увлечение живописью и продажа рисунков. Благодаря приглашению Залесского участвовать в качестве художника в Каратауской экспедиции, Т. Г. Шевченко получил возможность вернуться к запрещённому ему рисованию. В письме Б. Залесскому от 15 сентября 1856 года, он писал: «без тебя все-таки я сирота круглый в Оренбургском безлюдном краю».
Выехав на малую родину в Минскую губернию, Б. Залесский жил в родовом имении Рачкевичи под Слуцком и ряде других городов, служил в редакционных комиссиях по подготовке крестьянской реформы. В 1860 году получил заграничный отпуск и более в Россию не возвратился.
Находясь за рубежом, жил в Дрездене, Риме, Париже, Залесский поддерживал связи в революционными (террористическими) организациями, готовившими новое выступление (бунт); ему, в частности, была поручена покупка оружия для повстанцев Северо-Западного края России. В течение многих лет сотрудничал в польской эмигрантской прессе, снискал популярность как историк и художник. С 1866 года он был секретарём Историко-литературного общества (пол. Towarzystwo Historyczno-Literackie) и редактором «Анналов Историко-литературного общества» (пол. Rocznik Towarzystwа Historyczno-Literackiego), в том же году издал книгу «Wygnańcy polscy w Orenburgu» (Польские ссыльные в Оренбурге).
С 1868 года директор Польской библиотеки в Париже, член Академии знаний (предшественницы Польской академии наук), автор и издатель биографических и мемуарных работ, посвященных Адаму Чарторыйскому, Иерониму Кайсевичу и Людвику Орпишевскому. В 1865 году издал в Париже альбом «Жизнь киргизских степей» на французском языке.
Член польского политического салона «Отель Ламбер» в Париже и друг Циприана Норвида.
Умер от туберкулеза в Ментоне.

## Творчество

### Художественное
- «Кони понесли», по картине Юлиуша Косака, рисунок, вторая половина XIX века, Народный музей в Кракове.
- «Пейзаж с домами», по картине Рембрандта, офорт, после 1863 года.
- З. Сераковский в тюрьме, рисунок, 1863 год.
- «В юрте», иллюстрация в книге «Жизнь киргизских степей».
- Первый слева Залесский, в Каратауской экспедиции, на рисунке Т. Г. Шевченко — «Шевченко среди товарищей», 1851 год.

## Комментарии
1. ↑  Ныне — Красная Слобода Солигорского района.